# Kraftwerk Elektrogorsk
Das Kraftwerk Elektrogorsk russisch Электрогорская ГРЭС (Elektrogorskaja GRES) oder ГРЭС-3 (GRES-3), früher Электропередача (Elektroperedatscha) liegt in Elektrogorsk in der Oblast Moskau, Russland. Es war das weltweit erste Kraftwerk, das Torf verfeuerte. Heute wird aber kein Torf mehr, sondern Erdgas verheizt.

## Allgemeine Beschreibung
Das Kraftwerk produziert Strom und Fernwärme für Teile des Großraums Moskau. Im Kraftwerk befinden sich drei GT-100-Gasturbinen. Als Reservetreibstoff wird Heizöl verwendet. Es gibt Pläne für einen Ausbau des Kraftwerks und die Verbesserung der Effizienz. Der Speisewasservorwärmer wird eine thermische Leistung von 105 MWth liefern. Zum Kraftwerk Elektrogorsk gehören auch die KWK-Heizkraftwerke in den nahe gelegenen Städten Orechowo-Sujewo (1927 erbaut, ursprünglich ebenfalls mit Torf als Treibstoff) und Elektrostal.

## Geschichte
Das Kraftwerk ging am 12. April 1914 in Betrieb. Es wurde mitten in einem moorreichen Gebiet zwischen Moskau und der Meschtschora-Niederung errichtet, wo große Torflagerstätten bestehen, und war das erste torfbefeuerte Wärmekraftwerk in Russland. Die gleichzeitig errichtete Siedlung wurde nach dem Kraftwerk Elektroperedatscha benannt. Das Kraftwerk wurde unter anderem vom bekannten Ingenieur Robert Klasson (1868–1926) entworfen. Erst 1946 erhielt die Siedlung den Stadtstatus und wurde in Elektrogorsk umbenannt. Seit Mitte der 1980er-Jahre verfeuert das Elektrogorsker Kraftwerk keinen Torf mehr, stattdessen wird Erdgas sowie als Reservetreibstoff auch Heizöl verwendet. 2007 wurde der Gasturbinen-Sektor des Kraftwerks unter Verwendung von Gas-und-Dampf-Technologien erneuert.
Das Kraftwerk findet auch im Stadtwappen von Elektrogorsk Erwähnung: Die Ziegel unten auf dem Wappen sind Torfziegel, die zeigen, dass in Elektrogorsk das weltweit erste mit Torf befeuerte Kraftwerk stand. Der Blitz steht für die Stromerzeugung und die horizontalen Linien sind Stromkabel. Oben links wird das Wappen der Moskauer Region gezeigt.